# ديفيد فرانس (صحفي)
ديفيد فرانس (بالإنجليزية: David France)‏ هو صحفي وكاتب أمريكي، ولد في 1959 في الولايات المتحدة. فرانس هو محرر أول سابق في نيوزويك، وقد نشر في مجلة نيويورك،  النيويوركر،  مجلة نيويورك تايمز، جي كيو،  وغيرها. فرانس هو مثلي الجنس،  واشتهر بعمله الصحفي الاستقصائي في مواضيع مجتمع الميم.
تم ترشيحه لجائزة الأوسكار والعديد من جوائز إيمي، وحصل على جائزتي جورج فوستر بيبودي، وجائزة لامبدا الأدبية، وجائزة بايلي غيفورد للواقعية.
في يونيو 2007، ظهر فرانس في برنامد تقرير كولبير لمناقشة الأساس العلمي بأن المثلية الجنسية وراثية. في عام 2017، ظهر في آخر الليل مع سيث مايرز لمناقشة فيلمه عن ناشطة تحرير المثليين مارشا جونسون. 
في عام 2009، شارك في تأسيس شركة Public Square للأفلام مع جوي تومشين.

## وصلات خارجية
- الموقع الرسمي
- ديفيد فرانس على موقع IMDb (الإنجليزية)
- ديفيد فرانس على موقع قاعدة بيانات الفيلم (الإنجليزية)